# ТЕЦ Тайджун
ТЕЦ Тайчунг е голяма топлоелектрическа централа с въглища в Тайван. С инсталиран капацитет 5780 MW, това е най-голямата ТЕЦ с въглища в света.
 и също най-големият производител на въглероден диоксид. 
Електрическата централа се състои от десет реактора, захранвани с въглища, с капацитет по 550 MW всяка. Четири са поръчани през 1992, а в периода 1996-1997 са добавени още четири. Осемте стари единици се нуждаят от 12 млн. тона битумни и 2,5 млн. тона суб-битумни въглища на година. През юни 2005 и юни 2006 са добавени реактори 9 и 10. Има план за построяване на два нови 800 MW реактора до 2016 г.